# Ectoplasma (paranormaal)

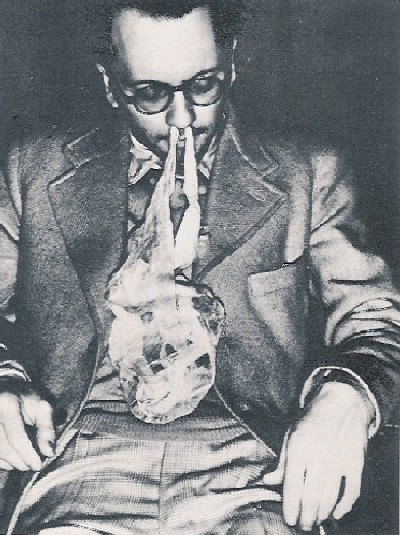
Frauduleuze nabootsing ectoplama

Ectoplasma (van het Griekse woord Ektos, "buiten", + plasma) is een term geïntroduceerd door Charles Richet voor een substantie of spirituele energie die door een fysiek medium zou worden afgescheiden of “geprojecteerd”. Ectoplasma wordt in deze zin vooral in verband gebracht met de formatie van spoken en een belangrijke factor in de telekinese. Verwante termen zijn psychoplasma en teleplasma, waarbij het laatste betrekking heeft op ectoplasma dat op een afstand van het lichaam van het medium wordt gevormd. Ideoplasma gaat nog een stap verder en betekent het vormen van een evenbeeld van het lichaam.

## Fenomeen
Ectoplasma zou volgens de meest gangbare esoterische theorie worden geproduceerd door een medium wanneer hij of zij zich in een trance bevindt. Het ectoplasma zou na productie gebruikt kunnen worden voor spirituele wezens om een fysiek lichaam te verkrijgen en zo contact te krijgen met mensen.
Hoewel de term ectoplasma veel voorkomt in verhalen en andere media, wordt het bestaan ervan niet erkend door de wetenschap. Er is nog geen wetenschappelijk experiment uitgevoerd waarbij het bestaan van ectoplasma is aangetoond.
Bovendien zijn veel methodes waarmee men vroeger anderen wilde laten geloven dat ectoplasma bestaat vals gebleken. Het betrof hier enkel normale materialen en trucages.